# Tototlán
Tototlán es una localidad del estado mexicano de Jalisco. Es la cabecera del municipio de Tototlán.

## Toponimia
El nombre «Tototlán» proviene de los términos en náhuatl: tototl, ave; tlan, lugar de abundancia. Su significado es «Lugar donde abundan las aves».

## Demografía
| Gráfica de evolución demográfica |
|                                  |

| Censo | Población |
| ----- | --------- |
| 1900  | 2 562     |
| 1910  | 2 245     |
| 1921  | 3 185     |
| 1930  | 3 129     |
| 1940  | 4 125     |
| 1950  | 4 803     |
| 1960  | 6 390     |
| 1970  | 6 999     |
| 1980  | 8 461     |
| 1990  | 9 207     |
| 2000  | 10 467    |
| 2010  | 12 516    |
| 2020  | 13 809    |